# Привокзальная улица (Мурманск)
Привокза́льная у́лица — улица в Мурманске, появилась в 1959 году, названа 26 июня 1959 года по вокзалу, который расположен рядом.

## География
Начало улицы — у железнодорожного вокзала, конец — за старым рынком. Дорога, ведущая от площади Спорта к Портовому проезду, делит улицу на две части — северную и южную. Южная, сформированная в 1958—1964 годах, параллельна станционным путям и улице Коминтерна. Здесь улица двусторонняя, причём все здания на западной её стороне — административного назначения. В северной части есть только один ряд домов — жилые девятиэтажки, возведённые у железной дороги за плавательным бассейном и рынком.

## Примечательные здания
- Привокзальная ул., д. 9 — Здание РЦС-5, ШЧ-21 и ДОП.
- Привокзальная площадь — Здание вокзала.
- Привокзальная ул., д. 10 — магазин спортивных товаров «Спартак».
- Привокзальная ул., д. 13 — прижелезнодорожный почтамт.
- Привокзальная ул., д. 15 — Мурманское отделение Октябрьской железной дороги.

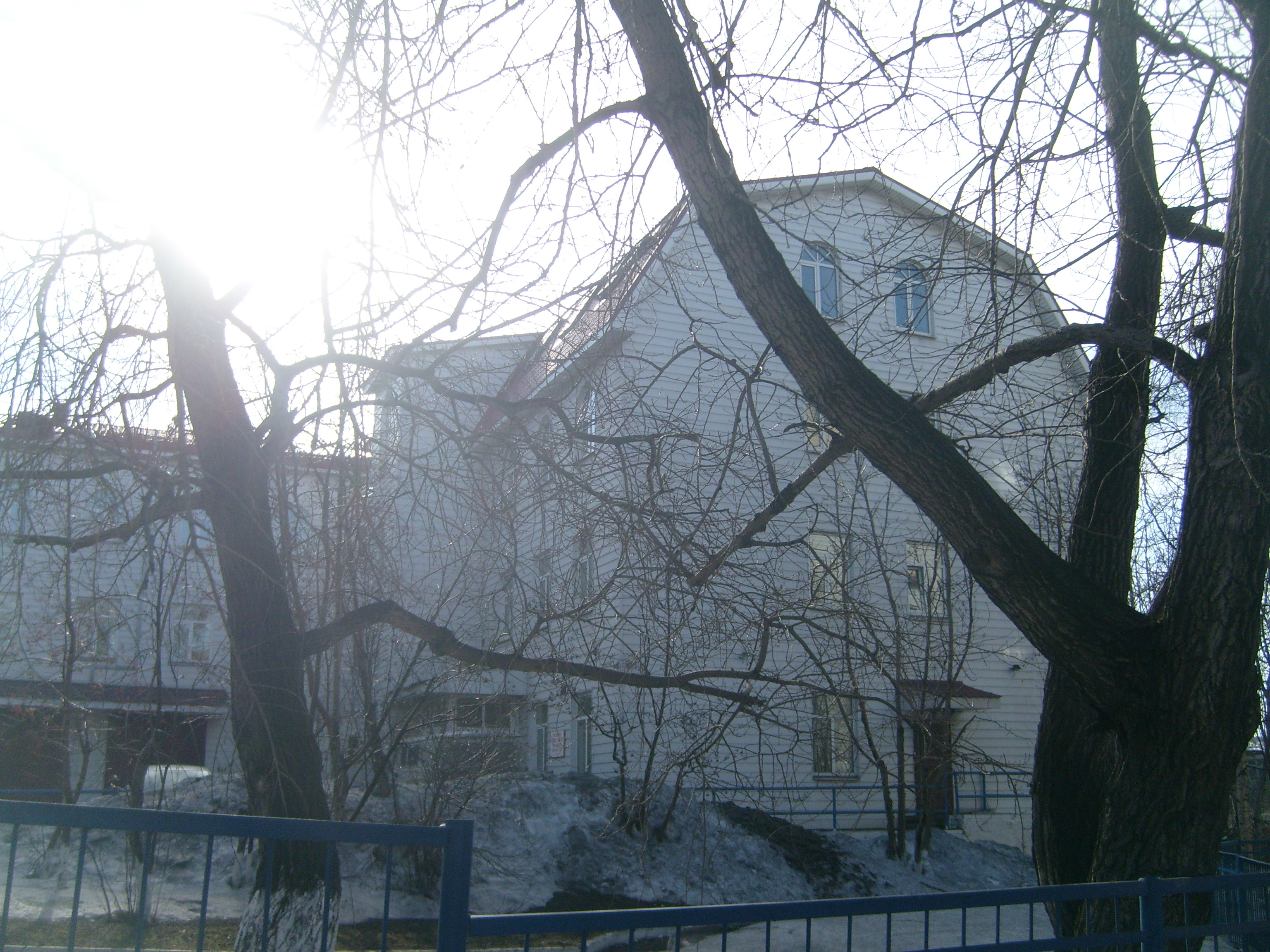
Здание РЦС-5, ШЧ-21 и ДОП, Мурманского отделения Октябрьской железной дороги(раньше на этом здании стояла гостиница «Желрыба»

## Интересные факты
В северной части улицы, где расположены девятиэтажки, в 1985 году была найдена авиабомба. Сапёры определили, что она пятидесятикилограммовая, немецкого производства, снабжена двумя взрывателями. Бомбу уничтожили в загородном карьере.